# Jack Lopresti
Pour les articles homonymes, voir Lopresti.
Giacomo « Jack » Lopresti (né le 23 août 1969)  est un homme politique britannique, membre du Parti conservateur. Il est député pour Filton et Bradley Stoke de 2010 à 2024. 

## Jeunesse et carrière
Lopresti est né le 23 août 1969 à Southmead à Bristol. Après avoir quitté l'école, il travaille dans l'entreprise familiale de glaces pendant plus de dix ans. Ancien agent immobilier et courtier hypothécaire, il travaille pour le Parti conservateur en tant qu'agent de développement régional et au département du trésorier du Parti conservateur. 
Lopresti sert dans l'armée territoriale en tant qu'artilleur avec la 266 Commando Battery, Royal Artillery de 2007. Il sert, en tant que réserviste mobilisé, au sein du 29e Commando RA pendant un an et est déployé dans la province de Helmand, en Afghanistan, dans le cadre de l'opération Herrick IX pendant cinq mois à Noël et au nouvel an 2008/9. Pendant son séjour en Afghanistan, Lopresti court le Camp Bastion Half Marathon, pour Help for Heroes, le jour du Nouvel An 2009. De 2011 à 2013, Lopresti sert comme soldat dans le Royal Gloucestershire Hussars, une unité de cavalerie de réserve de l'armée.

## Carrière politique
Lopresti se présente sans succès en tant que candidat conservateur dans le quartier de Bedminster (en) du conseil municipal de Bristol en 1995. Il échoue de nouveau lorsqu'il se présente dans le quartier de Hartcliffe (en) en 1997 et dans le quartier de Redland (en) en 1998, mais est ensuite élu dans le quartier de Stockwood (en) en 1999. Il est conseiller dans ce quartier jusqu'en mai 2007, date à laquelle il se retire et un nouveau candidat conservateur remporte le siège. 
Il se présente sans succès en tant que candidat du Parti conservateur pour la circonscription de Bristol East en 2001 et pour le Sud-Ouest aux élections du Parlement européen en 2004. Bien que le Parti conservateur ait remporté trois sièges dans la région, Lopresti est le sixième candidat pour les sept sièges disponibles. 
Lopresti est membre de la liste A du Parti conservateur en 2006. Aux élections générales de 2010, il est élu député de Filton et Bradley Stoke, une circonscription nouvellement créée après les changements de limites.
Aux élections générales de 2015 au Royaume-Uni, il conserve son siège avec une majorité accrue de près de 10 000 voix. 
Lopresti soutient le Brexit lors du référendum européen de 2016.   
Lopresti fait l'objet d'une tentative infructueuse de mise à l'écart avant l'élection générale de 2017 par certains membres de son parti local. Cela fait suite à des informations dans la presse selon lesquelles il a eu une liaison extraconjugale avec un collègue député. Aux élections générales de 2017 au Royaume-Uni, il conserve son siège, mais avec une majorité réduite.
En décembre 2017, la BBC rapporte que Lopresti fait face à une enquête après que son ex-cheffe de cabinet ait déposé une plainte officielle concernant son comportement, à la suite de sa démission. Un conseiller conservateur en chef à Bristol a par la suite affirmé qu'il y avait "de bonnes raisons" de croire aux allégations d'intimidation entourant le député en raison de ses "défauts de caractère" et de son comportement passé. Cependant, deux anciens membres du personnel ont déclaré qu'ils avaient eu de bonnes relations avec Lopresti et qu'il était un bon employeur,. 
À la suite de cela, la BBC rapporte le 11 juillet 2019 que l'ex-responsable du bureau, Jo Kinsey, a reçu une lettre d'excuses de Lopresti à la suite d'une enquête interne du parti conservateur. 
Lors des élections générales de décembre 2019, Lopresti est réélu avec une majorité légèrement supérieure à celle de 2017.

## Vie privée
Lopresti, qui est d'origine italienne, est divorcé de son ancienne épouse Lucy, la fille de John Cope baron Cope de Berkeley ; Le couple a trois enfants. 
En décembre 2015, il est révélé que Lopresti a une liaison extraconjugale avec sa collègue, la députée Andrea Jenkyns. À la suite de son divorce avec Lucy Cope, Lopresti épouse Jenkyns à St Mary Undercroft dans le palais de Westminster le 22 décembre 2017 et ils ont un fils nommé Clifford George, né le 29 mars 2017. Lopresti a eu un cancer de l'intestin en 2013.